# Saint-Rivoal
 Saint-Rivoal  (en bretón Sant-Riwal) es una población y comuna francesa, situada en la región de Bretaña, departamento de Finisterre, en el distrito de Châteaulin y cantón de Pleyben.

## Demografía
| 311 | 257 | 225 | 208 | 172 | 164 |
| Para los censos de 1962 a 1999 la población legal corresponde a la población sin duplicidades (Fuente: INSEE [Consultar]) |     |     |     |     |     |